# De Bijenkorf (Amsterdam)

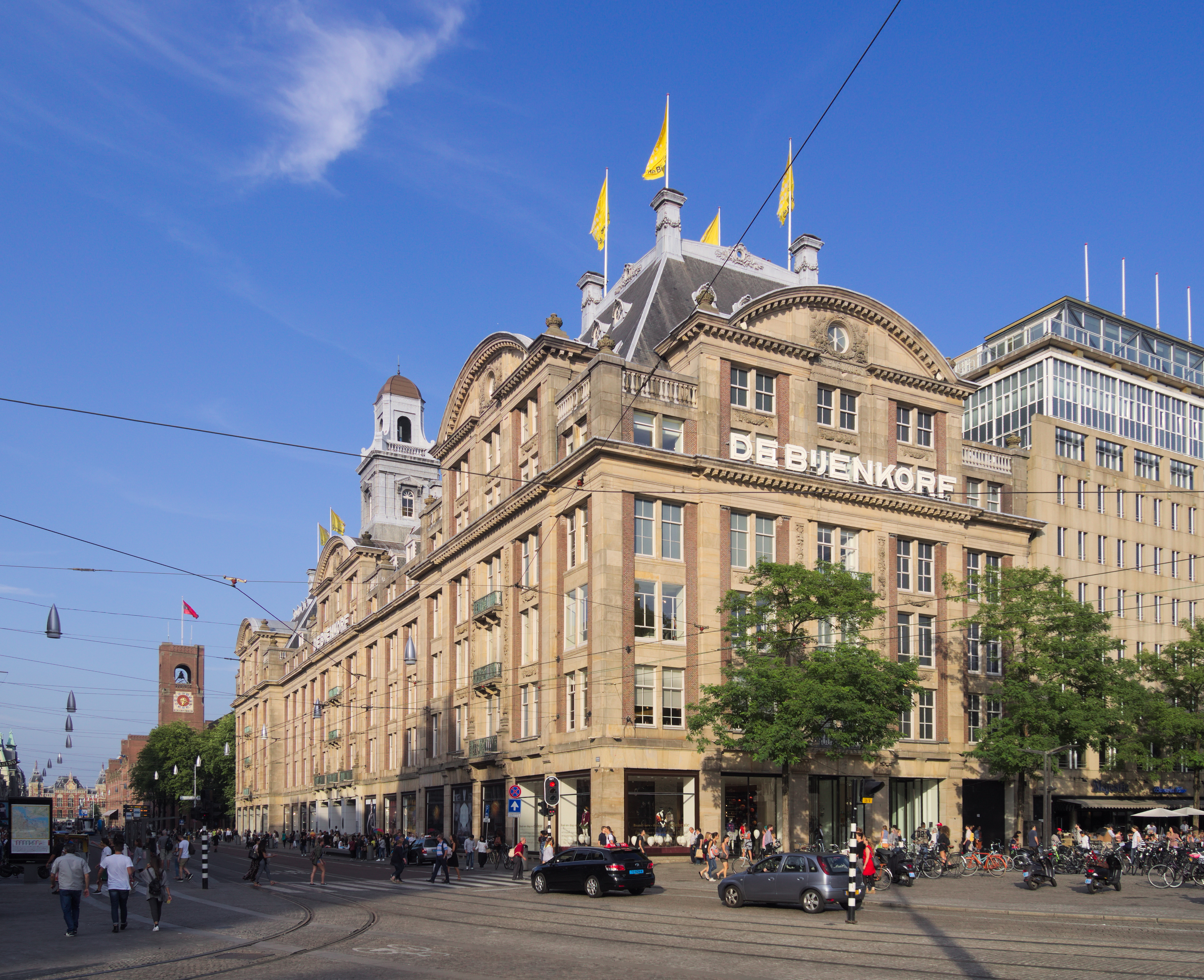
De Bijenkorf aan de Dam en het Damrak in 2016

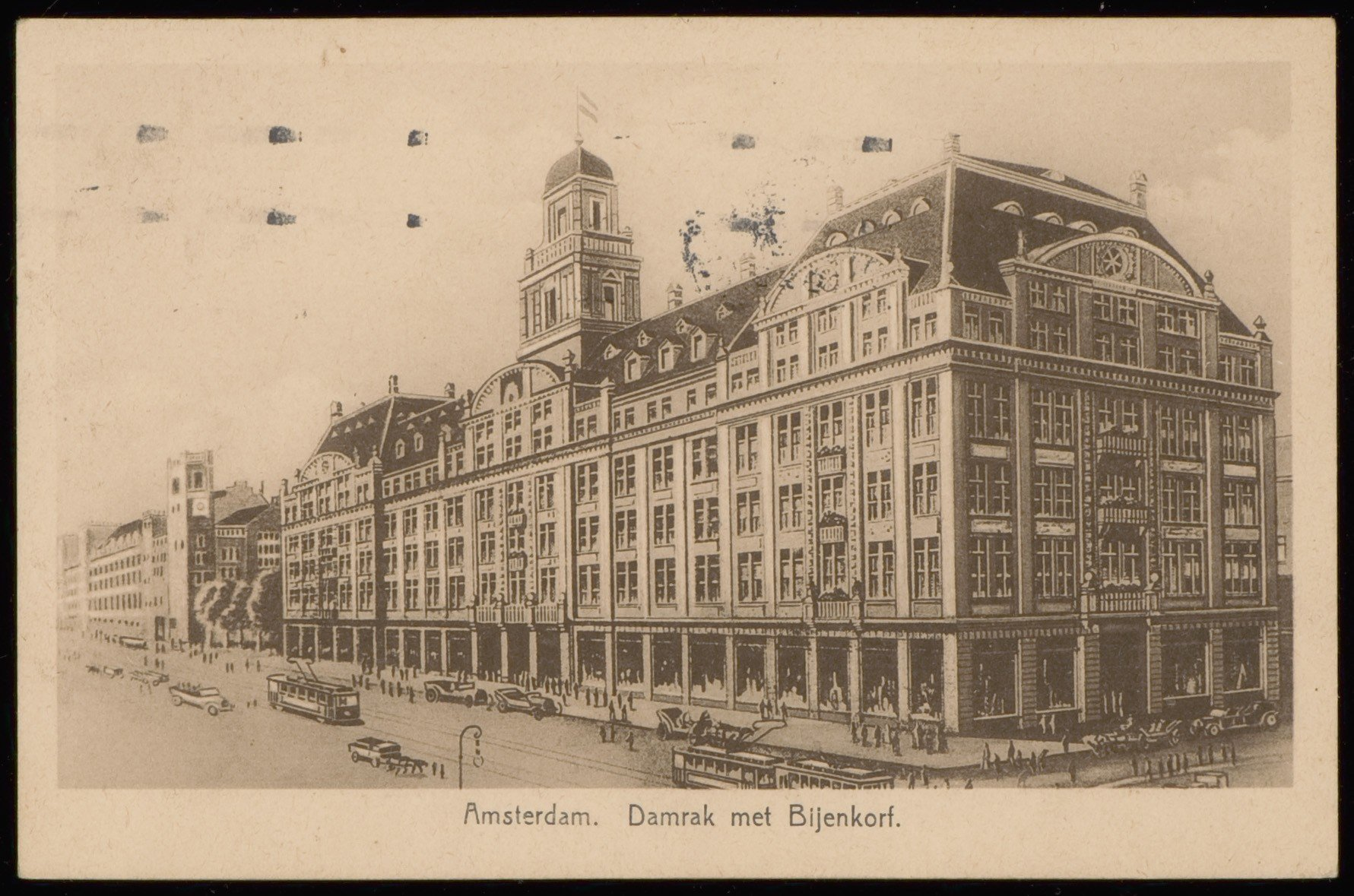
Het gebouw in 1928

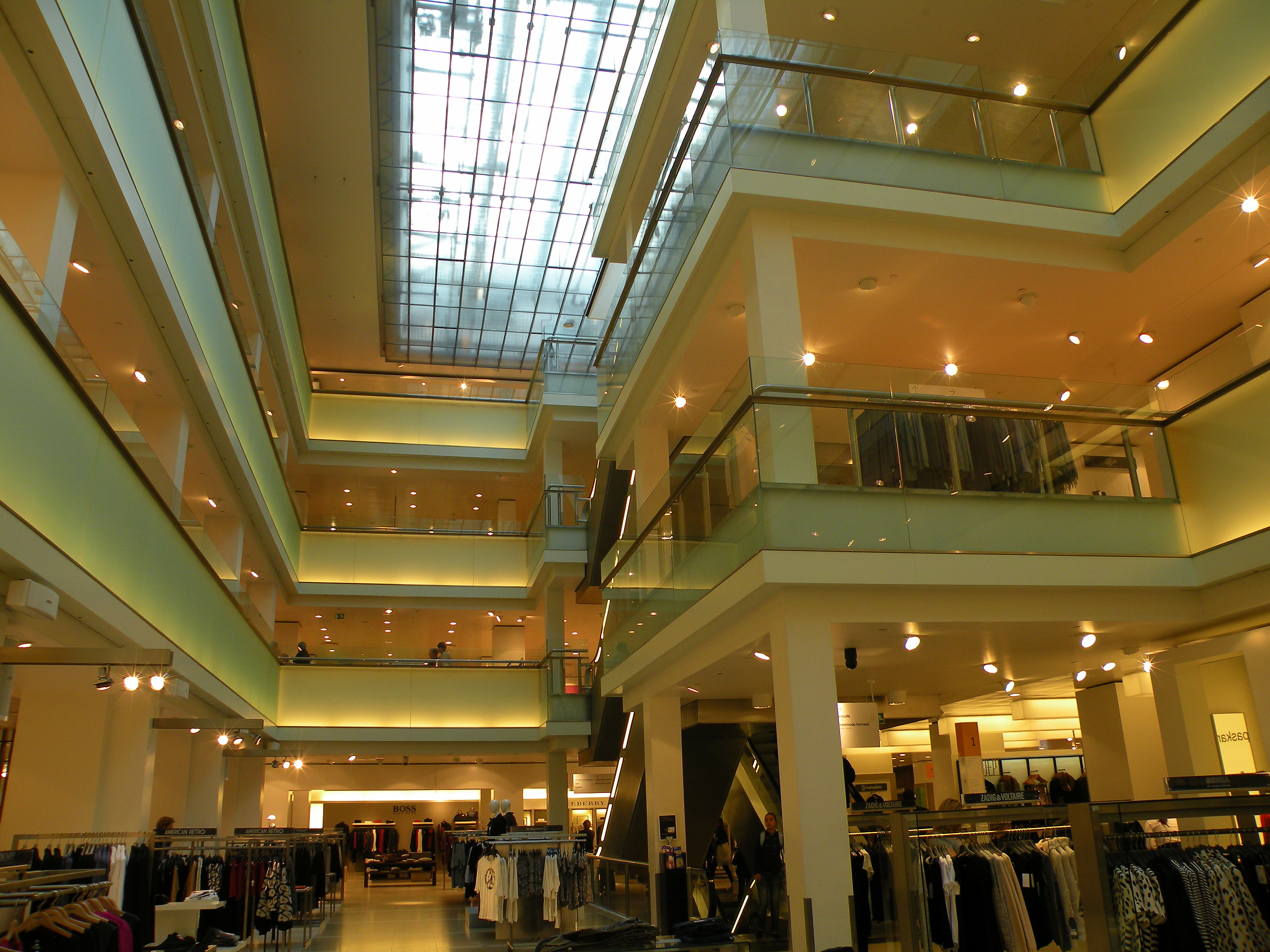
Interieur van de Bijenkorf

De Bijenkorf in Amsterdam is een filiaal van De Bijenkorf.
De hoofdingang is aan de Dam, verder grenst het gebouw aan het Damrak en het Beursplein.
Het ontwerp is van de architecten Jacobus Augustinus van Straaten en Bernardus Antonius Lubbers; de uitvoering vond plaats onder meer door IJsbrand van der Veen tussen 1912 en 1915 iets ten zuiden van de plaats waar tot 1903 de Beurs van Zocher stond. In 1912 verscheen naast dit bouwterrein al een houten tijdelijk onderkomen. Het gebouw is sinds 2001 een rijksmonument en gebouwd in een historiserende stijl, onder andere refererend aan het tegenoverliggende Paleis op de Dam. De Bijenkorf bestaat uit drie afzonderlijke gebouwen, het oorspronkelijk hoofdgebouw, de uitbreiding van 1937 tussen de Beursstraat en de Warmoesstraat en de nieuwbouw tussen deze twee delen uit begin jaren tachtig.
De Amsterdamse Bijenkorf is met 20.000 m² de grootste vestiging van de winkelketen. Op de 5e etage bevindt zich een restaurant met uitzicht over Amsterdam.

## Eeuwfeest
In 1970 werd het 100-jarig bestaan van De Bijenkorf in Amsterdam gevierd met een Open Huis. Van 7 uur 's avonds tot middernacht waren 700 gasten uitgenodigd en kon het publiek vrij binnenkomen. Al snel bleek het uit de hand te lopen. Binnen waren rond 10.000 bezoekers, buiten waren 20.000 jongeren die ook naar binnen wilden. Oproerkraaiers begonnen met stenen te gooien waarna het op een veldslag uitliep. De mobiele eenheid (ME) moest twee pelotons inzetten om de orde te herstellen. Winkelruiten sneuvelden, auto's werden gemolesteerd, barricades werden op het Rokin opgeworpen. De ME reageerde met waterkanonnen.
In de Bijenkorf bleef het redelijk rustig maar de bezoekers moesten het pand even na tien uur vervroegd verlaten.